# Lendelede
Lendelede ist eine belgische Gemeinde in der Region Flandern mit 5881 Einwohnern (Stand 1. Januar 2024).

## Lage
Izegem liegt 4 Kilometer (km) nordwestlich, Kortrijk 7 km südlich, Roeselare 10 km nordwestlich, Brügge 35 km nördlich, Gent 38 km nordöstlich und Brüssel etwa 85 km östlich.

## Verkehr
Die nächsten Autobahnabfahrten befinden sich bei Menen an der A19, Roeselare an der A17 und Kortrijk an der A14/E17.
In Izegem und Kortrijk befinden sich die nächsten Regionalbahnhöfe und in Brügge und Gent halten auch überregionale Schnellzüge.
Bei der französischen Großstadt Lille befindet sich ein Regionalflughafen und nahe der Hauptstadt Brüssel gibt es einen internationalen Flughafen.

## Persönlichkeiten
- Achille Delaere (1868–1939), belgisch-kanadischer römisch-katholischer Geistlicher
- André Pieters (1922–2001), Radrennfahrer
- Hubert Hutsebaut (* 1947), Radrennfahrer
- Ronny Vanmarcke (* 1947), Radrennfahrer
- Noël Dejonckheere (1955–2022), Radrennfahrer
- Martijn Teerlinck (1987–2013), Dichter und Musiker

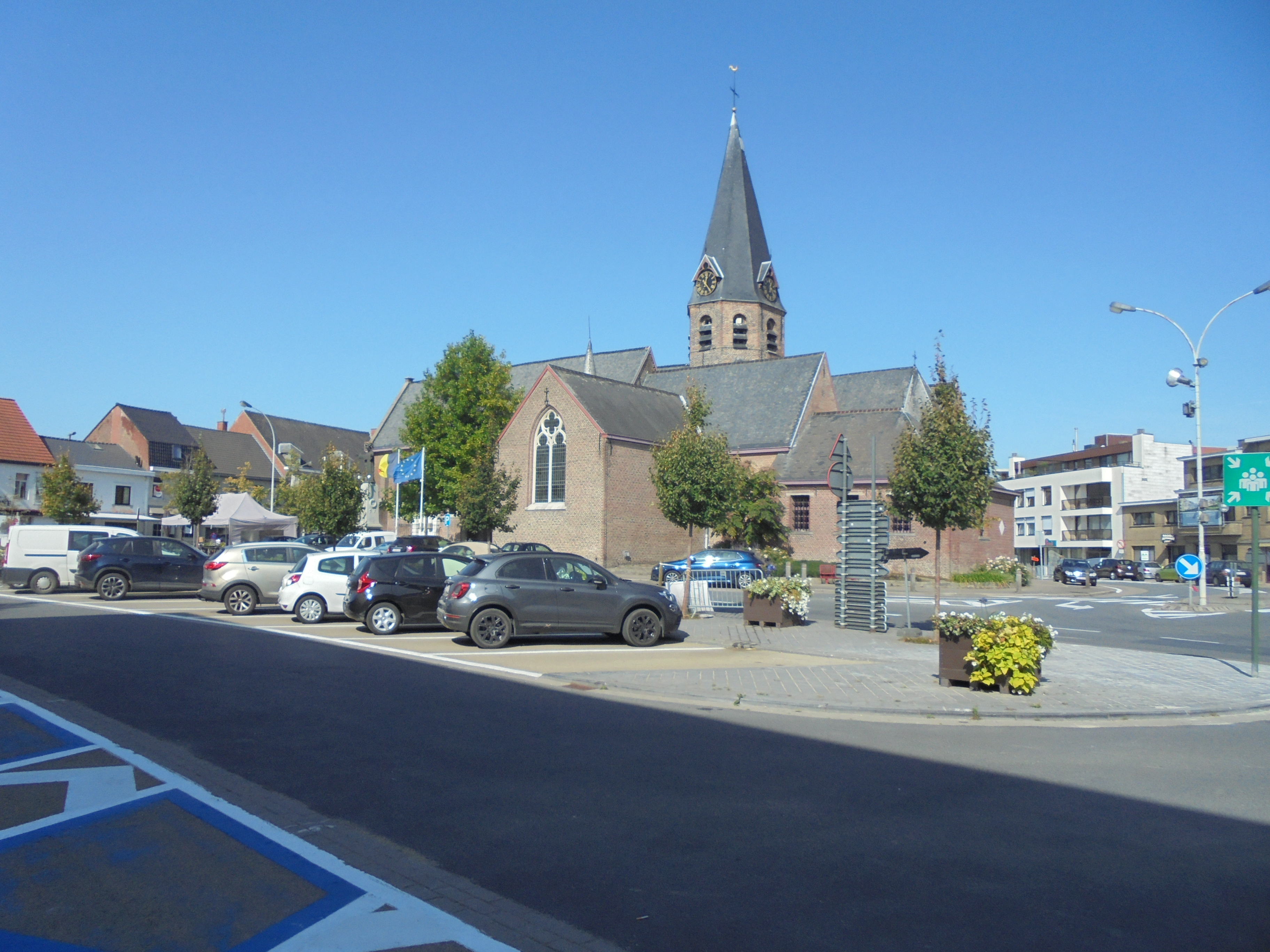
Kirche St. Blasius in Lendelede